# تامترت
تامترت (به عربی: تامترت) یک شهرداری در الجزایر است که در ناحیه بنی عباس واقع شده‌است. تامترت ۳٬۱۳۰ کیلومتر مربع مساحت و ۱٬۲۴۹ نفر جمعیت دارد و ۴۵۴ متر بالاتر از سطح دریا واقع شده‌است.